# TULP1
 Член семейства TULP белок 1  — белок , который у человека кодируется геном TULP1. 
TULP1 является членом семьи TUBBY-образных генов(TULPs), которые кодируют белки с неизвестной функцией. Представители этого семейства были идентифицированы в растениях, позвоночных и беспозвоночных. Белкам TULP доступно в консервативной С-терминальной области примерно 200 аминокислотных остатков. 
TULP1 является геном-кандидатом для пигментного ретинита-14 (RP). Мутация в TULP1 является редкой причиной рецессивного RP. 
TULP1 играет важную роль в физиологии фоторецепторов. 